# 高木圭二郎 (アナウンサー)
高木 圭二郎（たかぎ けいじろう、1971年11月14日 - ）は、フリーアナウンサー。トークレスキューNEXT代表。茨城放送（現在のLuckyFM茨城放送）の元アナウンサー・ディレクター・報道記者。東京都出身。

## 来歴・人物
法政大学卒業後、テレビ業界（仙台・東京）を経て、1997年にラジオ局の茨城放送に入社した。
アナウンサー・ディレクター・報道記者として主に報道・スポーツの分野で18年半のキャリアを重ねる。ディレクターとしてはラジオ報道ドキュメント2作品で脚本・演出を担当した。茨城県東海村の原子力事情を伝える作品では文化庁芸術祭賞と日本民間放送連盟賞のダブル受賞した。特攻兵器桜花をテーマにした終戦70年特番は日本放送文化大賞ノミネートとなる。
報道記者としては2011年から茨城県庁、茨城県警、水戸市、日立市の記者クラブに4年間所属した。地方行政、事件、事故、裁判、選挙等の取材、東日本大震災・鬼怒川水害など災害報道や東海第二原発内の取材も経験した。
2017年からスピーチ講座「トークレスキュー」を運営する。水戸・東京の2拠点で、話し方・伝え方、スピーチ時の重圧対策、職場コミュニケーションなどをテーマに講師活動を展開している。フリーアナウンサー、水戸市男女平等参画推進委員としても活動している。

## 受賞歴（脚本・演出）
- 「報道特別番組　原子力50年ある村長の決意」[3] - 2013年放送。茨城県東海村の原子力事情を伝える報道ドキュメント。文化庁芸術祭賞ラジオ部門優秀賞・日本民間放送連盟賞ラジオ報道部門優秀賞（ダブル受賞）

- 「721（ナナフタヒト）－語りつぐ特攻兵器桜花－」[4] - 2015年放送。特攻兵器桜花の元搭乗員の証言を伝える終戦70年特別番組。第12回日本放送文化大賞ノミネート（ラジオ・グランプリ候補番組）。

## 資格等
- 日本ライフセービング協会認定　ベーシックサーフライフセーバー
- フルマラソン11回完走
- 水戸市男女平等参画推進委員（2016年8月委嘱）

## 過去の担当番組
- 報道番組 - 2014年は衆議院選挙特別番組の総合キャスターを担当した。
- スポーツ実況 - 高校野球茨城大会実況は10年以上担当した。2013年は決勝サヨナラホームランの瞬間を伝えた。
- ラジパル+
- IBSミュージックデリバリー（フランケン圭名義）
- ポップランド（1998年 - ）
- ニュース2000（金、土のみ。）
- IBSレディオヘヴン（木、金のみ）
- OKです!
- ちょっとタンマ!（ゲストのみ）
- PIT IN!
- 阿部重典のアットマーク（月のみ）